# زراعة صديقة للبيئة
توصف الزراعة الصديقة للبيئة المناظر الطبيعية التي تدعم الإنتاج الزراعي والحفاظ على التنوع البيولوجي الذين يعملان معًا في انسجام معًا لتحسين معيشة المجتمعات الريفية.
في حين أن العديد من المجتمعات الريفية قد مارست الزراعة الصديقة للبيئة بشكل مستقل منذ آلاف السنين، إلا أن الكثير من هذه المناظر الطبيعية قد أفسحت المجال خلال القرن الماضي لطرق استخدام الأراضي المنفصلة، مع استخدام بعض تلك المناطق لممارسات زراعية مكثفة دون اعتبار لتأثيرات التنوع البيولوجي، وبعض المناطق الأخرى تم إحاطتها بسور للمسكن أو لإنشاء متجمعات المياه. تكتسب الآن حركة جديدة للزراعة الصديقة للبيئة نشاطًا لتوحيد مديري الأراضي وأصحاب المصلحة الآخرين من بيئات متنوعة لإيجاد طرق متوافقة لحفظ التنوع البيولوجي مع تعزيز الإنتاج الزراعي أيضا.